# گژگوش لاتو
گِـژِگوش لاتو (لهستانی: Grzegorz Bolesław Lato؛ ‏ [ˈɡʐɛɡɔʂ]؛ ‏ زادهٔ ۸ آوریل ۱۹۵۰) یک بازیکن فوتبال، و ورزشکار اهل لهستان است.
وی همچنین در تیم ملی فوتبال لهستان بازی کرده‌است. لاتو در جام جهانی ۱۹۷۴ آلمان با ۷ گل زده آقای گل مسابقات شد.